# The Field (músico)
The Field (Axel Willner) es un productor y DJ sueco de música electrónica. Proveniente de Estocolmo, aunque actualmente se encuentra en Berlín. Mejor conocido por sus aclamadas producciones musicales como "The Field", el cual mezcla micro-sampleadores de canciones pop con un único tipo de minimal techno atmosférico.

## Historia
Nacido en el sur de Suecia, Willner pasó sus años de formación viviendo en Estocolmo y Lisboa (por un periodo corto). Como adolescente estudió música de manera formal en una academia, sin embargo mencionó que su inspiración de tomar la guitarra y tocar bandas de punk provino de grupos como Misfits (banda) y Dead Kennedys.
Willner se enamoró de la creciente escena electrónica de las mitades de los años 90´s. Empezó tocando Drone (música) y Warp influenció en la aparición de la IDMen Estocolmo, provocando que Willer empezara a tocar con Ola Keijer (alias Ola K) en los foros locales.
En los principios de los años 2000 produjo música ambiental a partir del uso de guitarras, publicando los mismos bajo múltiples pseudónimos (Lars Blek, Porte, Cordouan, James Larsson), por medio de su propio sello Garmonbozia, tocando estas pistas con la ayuda de sus compatriotas Andreas Tilliander, Sarah Nyberg Pergament (alias Action Biker), y amigo de mucho tiempo Johan Skön.
Willner empezó a grabar música bajo el nombre de "The Field" en 2003 como una plataforma para combinar su afinidad con artistas pop como Lionel Richie, Kate Bush, y The Four Tops con un enfoque más reciente a géneros que van desde el shoegazing con bandas como Slowdive y My Bloody Valentine, hasta la electrónica ambiental con bandas como Seefeel y proyectos como Wolfgang Voigt  (álbumes ampliamente aclamados bajo la supervisión de Voigt Gas ). En 2004, entregó un disco de demostración (demo) a la renombrada disquera Alemana "Kompakt", de manera subsecuente el sello lo firmó. Tras un breve lapso, a principios del 2005, Willner debutó como de "The Field" con un remix al sencillo "Heartbeat" de "Annie" intérprete noruega. También publicó "Things Keep Falling Down" 12-inch. El lanzamiento de 2006 de 12-inch "Sun & Ice" (añadiendo a los remixes de  James Figurine and 120 Days) aumentó la expectativa sobre su álbum debut.
El 26 de marzo de 2007, Kompakt publicó su primer trabajo completo con "From here we go sublime". Este álbum fue aclamado por las críticas de acuerdo con Metacritic, fue el mejor álbum calificado del año   (empatado con Untrue del productor británico de dubstep  Burial. Resident Advisor fue colocado en el puesto 29, en la lista de los mejores 100 álbumes de la década. Willner admitió haber sido sorprendido por la positiva recepción al disco,"debido a que es diferente a la música techno normal, pensé que a la gente no le gustaría" también comentó que "terminó siendo más grande de lo que jamás esperé"
Más tarde en 2007, Willner se convirtió en el primer músico en participar en "Sound of Light project" patrocinado por "Nordic Light Hotel", utilizando esta experiencia en el hotel de Estocolmo, como base para el lanzamiento de su EP (del mismo nombre). A su vez durante este año participó realizando remixes a artistas como Thom Yorke, Battles, and Gui Boratto.
Las extensas giras a través de Europa y Norte América, promocionaron Sublime, lo que le valió participar en "Pitchfork Music Festival", "Sónar (Barcelona)", "Field Day", and "All Tomorrow's Parties". Estas actuaciones provocaron que actura con !!!, en fechas selectas. A pesar del éxito Willner se cansó de su actuación en solitario sobre los escenarios, por lo que incrporó al multi-instrumental Andreas Söderstrom (de "Taken by Trees"), bajista y pianista  "Dan Enqvist", y baterista Jesper Skarin. A pesar de que este tipo de colaboraciones, en cuanto a la escritura de canciones y su interpretación, tenía grandes similitudes a la época en donde Willner tocaba en bandas de rock. También propició una evolución orgánica del sonido de la banda, ampliando horizontes, expandiendo su gama de sonidos. Willner dejó de utilizar su computadora portátil durante los conciertos, con la finalidad de mezclar en vivo con sintetizadores, sampleadores y caja de ritmos. Sin embargo cuando de producción en estudio se treta, Willner sigue utilizando su computadora con Jeskola Buzz programa que ha utilizado desde los inicios de sus grabaciones.
El segundo álbum de The Field Yesterday and Today fue publicado por medio de Kompkat el 18 de mayo de 2009. En vez de seguir con un Techno muy estricto, Willner incorporó gran variedad de sonidos que van desde: Manuel Göttsching y  1970s Krautrock, el disco de  Giorgio Moroder, el trabajo la banda sonora del director John Carpenter, y compositores minimalistas Steve Reich y  Philip Glass. Este disco lo grabó en una isla remota fuera de Estocolmo, las sesiones de estudio promovieron un interés por parte de Willner por colaborar con otros músicos, el que más resalta en el título de las canciones "John Stanier" baterista de "Battles". En el álbum también se incluye un cover de The Korgis' sencillo de 1980  "Everybody's Got to Learn Sometime". Tal éxito le generó la oportunidad de hacer tours con Gold Panda, "Walls", y Rainbow Arabia. "The More That I Do" fue publicado como el sencillo del disco, apoyado con remixes de Thomas Fehlmann (de The Orb) y Foals.
Following the release of Yesterday and Today, Willner relocated from Stockholm to Germany and went on to produce remixes for artists such as Maserati, Bear in Heaven, Errors, and Harmonia (specifically a track from their Tracks and Traces collaboration with Brian Eno). He then joined Cologne Tape, a German-based collective including (among others) John Stanier, Jens-Uwe Beyer (Popnoname), and Michaela Dippel (Ada), whose Motorik-fueled debut entitled Render released June 14, 2010, on the Magazine imprint.
Precediendo la publicación de Yesterday and Today, Willner se mudó de Estocolmo a Alemania y realizó remixes a artistas como "Maserati", "Bear in Heaven", "Errors" y "Harmonia" (una canción de suTracks and Traces colaboración con Brian Eno). Posteriormente se unió a "Cologne Tape", colectivo alemán que incluía a John Stanier, Jens-Uwe Beyer (Popnoname), y  Michaela Dippel (Ada), que su  Motorik-fueled debut llamado Render salió el 14 de junio de 2010, en la imprseión de "Magazine".
Kompakt issued Looping State of Mind, Willner's third LP as The Field, on October 24, 2011. The album expanded on the organic instrumentation of Yesterday and Today in its use of piano, synthesizer, bass guitar, acoustic drums, steel drums, and vibraphone (among others), while focusing on themes of memory and repetition. Keeping in line with its predecessors it garnered a considerable amount of critical praise. A remix EP followed in 2012 with contributions from Junior Boys, Blondes, and Wolfgang Voigt's latest project Mohn. Also in 2012, Willner released And Never Ending Nights as Loops of Your Heart, a more drone-inclined venture through Magazine on February 13.
EL 24 de octubre de 2011, Kompakt publicó Looping State of Mind, el tercer LP como The Field. El álbum se expandió con la instrumentación orgánica de 'Yesterday and Today, gracias al uso del piano, sintetizador, bajo, batería acústica, batería metálica y vibráphono (entre otros), mientras se enfocaba en temas de la memoria y la repetición. Al mantener los mismos ideales que sus predecesores ganó críticas muy positivas. Un remix de este EP siguió en 2012, incluyendo grupos como Junior Boys, Blondes, y el proyecto más reciente de Wolfgang Voigt's  "Mohn". A su vez en 2012, Willner publicó And Never Ending Nights como Loops of Your Heart.

## Discografía

### Álbumes
- From Here We Go Sublime (2007)
- Yesterday and Today (2009)
- Looping State of Mind (2011)
- Cupid's Head (2013)

### EPs
- Things Keep Falling Down (2005)
- Sound of Light (Heartbeats International, 2007)
- Yesterday and Today Remixe (2009)
- Looping State of Mind Remixe (2012)

### Sencillos
- "Annie" (2005)
- "Sun & Ice" (2006)
- "The More That I Do" (2009)
- "Comenius Garden" (2012)

### Remixes
- Annie - "Heartbeat" (2005; released as "Annie" single)
- Marit Bergman - "No Party" (2006)
- Familjen - "Hög Luft" (2006)
- James Figurine - "55566688833" (2006)
- The Fine Arts Showcase - "Chemical Girl" (2006)
- 120 Days - "Come Out (Come Down, Fade Out, Be Gone)" (2006)
- Battles - "Tonto" (2007)
- Gui Boratto - "Hera" (2007)
- The Honeydrips - "Fall from a Height" (2007)
- Maps - "You Don't Know Her Name" (2007)
- Andreas Tilliander - "Stay Down" (2007)
- DeVotchKa - "The Clockwise Witness" (2008)
- Popnoname - "Touch" (2008)
- Sasha - "Mongoose" (2008)
- Thom Yorke - "Cymbal Rush" (2008)
- Bear in Heaven - "Ultimate Satisfaction" (2010)
- Delorean - "Real Love" (2010)
- Errors - "Bridge or Cloud?" (2010)
- Harmonia & Eno '76 - "Luneburg Heath" (2010)
- Maserati - "Pyramid of the Moon" (2010)
- Tocotronic - "Schall und Wahn" (2010)
- Walls - "Hang Four" (2010)
- Wildbirds & Peacedrums - "The Well" (2010)
- Junior Boys - "Banana Ripple" (2011)
- Masquer - "Happiness" (2011)
- Miracle - "The Visitor" (2011)
- Wasscass - "Openfield" (2011)
- Battles - "Sweetie & Shag" (2012)
- S.C.U.M. - "Amber Hands" (2012)
- Tame Impala - "Mind Mischief" (2013)
- Sally Shapiro - "Lives Together" (2013)
- At The Drive-In - "One Armed Scissor" (2013)